# Schloss Aystetten

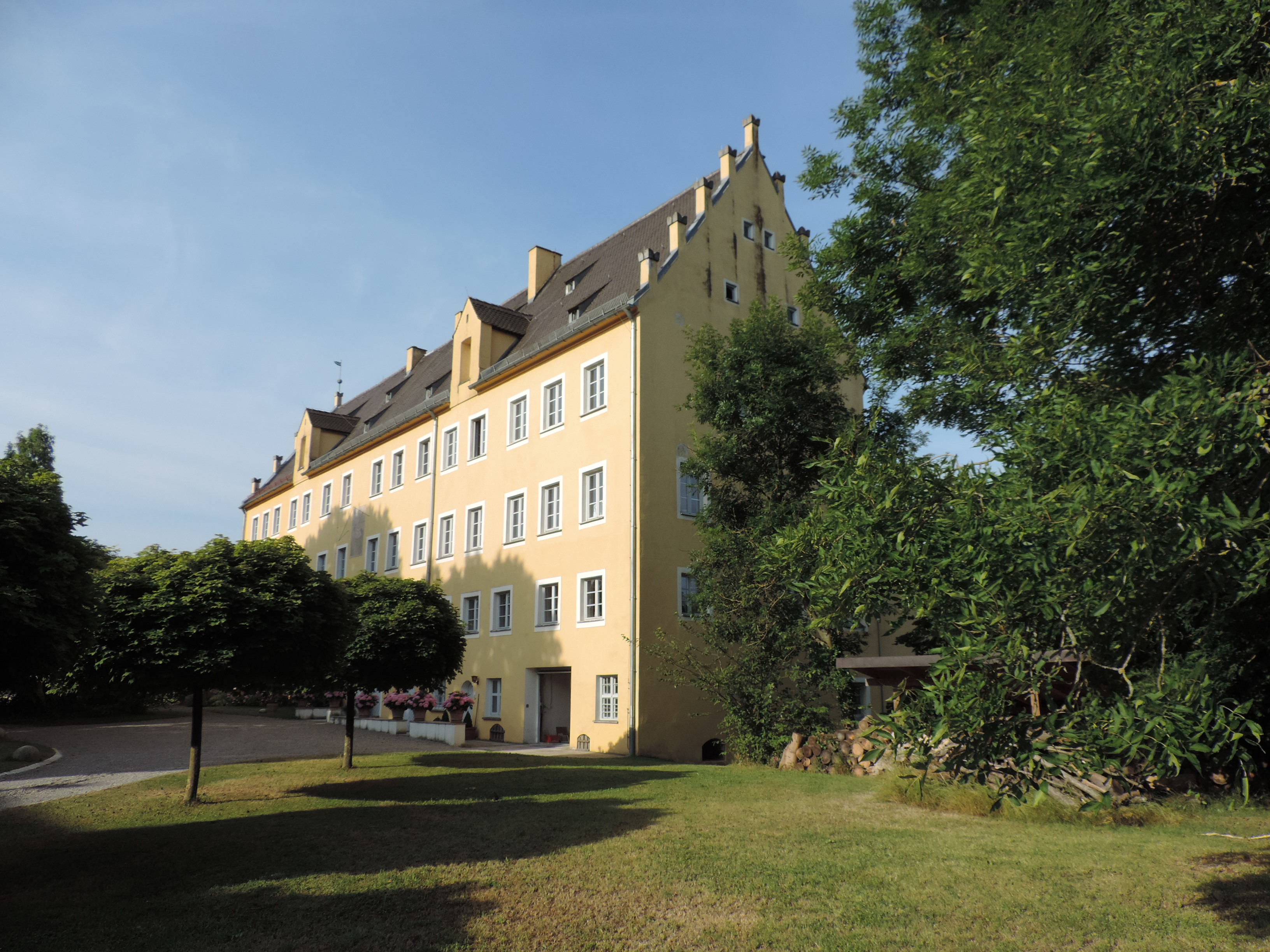
Nord-/Ostseite des Schlosses

Schloss Aystetten liegt rund 12 Kilometer nordwestlich von Augsburg exponiert am Ende eines kleinen Höhenrückens in der Gemeinde Aystetten im Landkreis Augsburg. Es ist ein dreigeschossiger langgestreckter einflügeliger Satteldachbau. Von den einstigen Wehranlagen, die das Schlossgebäude umgaben, sind nur noch zwei Türme und wenige Mauern erhalten.

## Geschichte

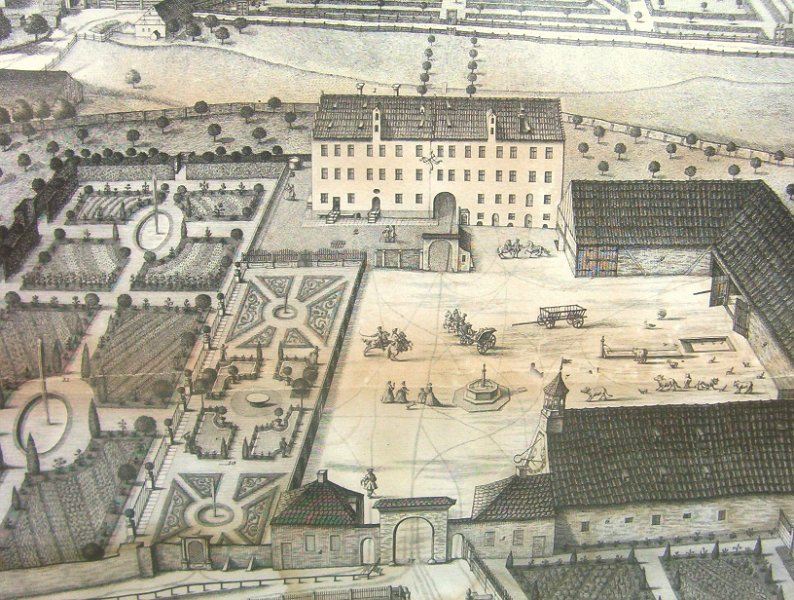
Schloss Aystetten, Stich von 1740

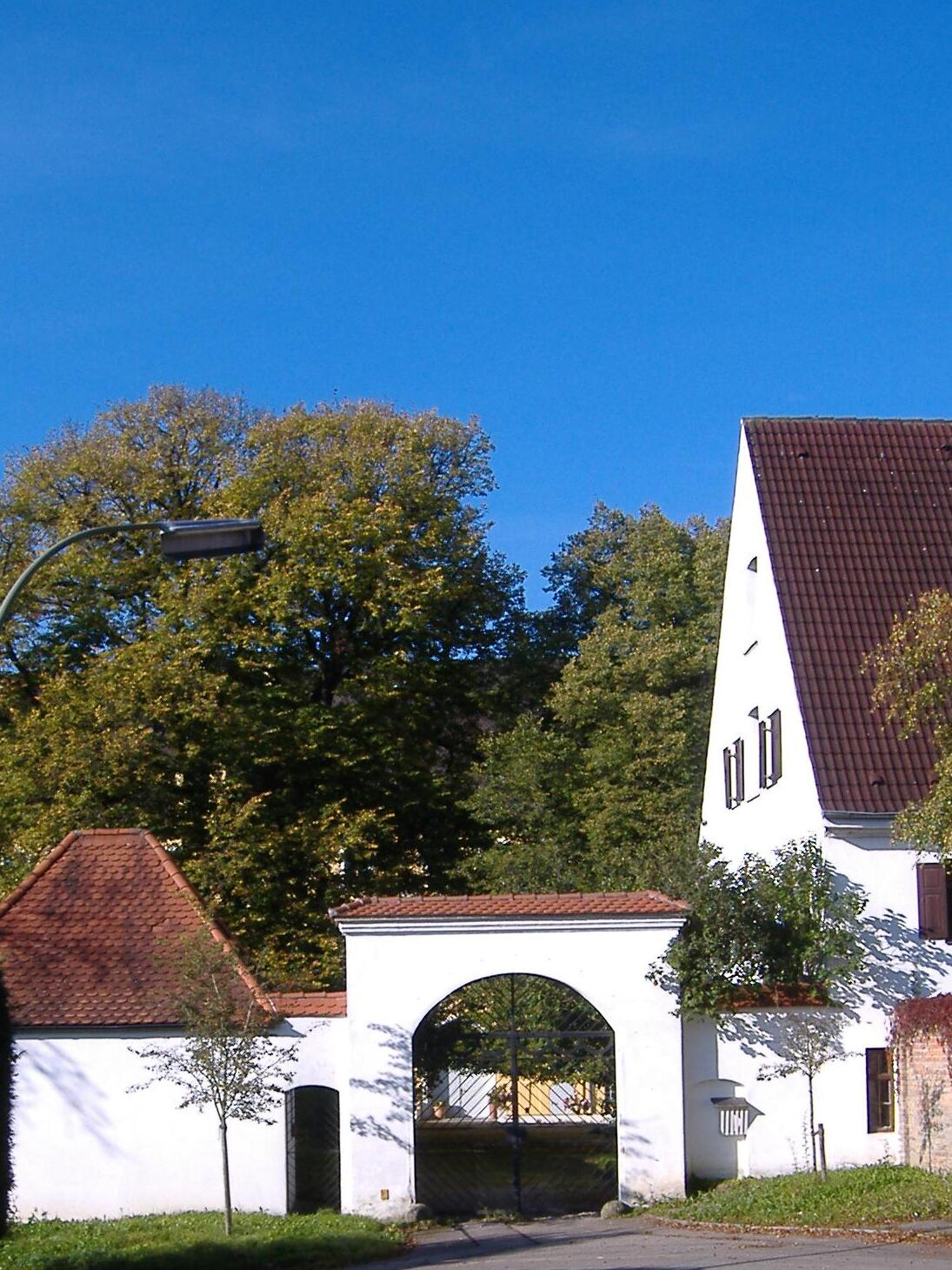
Schlossportal

Das Schloss Aystetten (Eystett) wurde erstmals 1428 urkundlich als Lehen des Augsburger Bischofs an die Familie Langenmantel von Radau erwähnt. Folgend kam es zu mehrfachem Besitzerwechsel. Zu den Schlossherren gehörten u. a. die Augsburger Patrizierfamilien Eggenberger und Herwarth. 1545 kamen Dorf und Schloss an das Kloster Heilig Kreuz, 1582 an Anton Fugger, der wegen hoher Verschuldung die Aystetter Besitzung 1615 an die Fleckheimer verkaufte.
Im Dreißigjährigen Krieg wurde das Schloss fast vollständig zerstört. 1693 kam es in den Besitz von Leonhard Carl Sulzer, der das Gebäude wieder aufbaute und es u. a. mit eindrucksvollen Stuckdecken ausstatten ließ. Nach einem kurzen Zwischenspiel der Familie Langenmantel ging der Besitz 1729 an den Bankier Christian von Münch über, der sich folgend mit Stolz „Münch auf Aystetten“ nannte. Er erweiterte das Wehrschloss auf die doppelte Größe, errichtete Wirtschaftsgebäude und legte zusätzliche Gärten an. Ferner stattete er „das im luftigen Rocaille-Stil gehaltene Porzellanzimmer … mit wertvollen chinoisen Fayencen aus, die in phantasievollen Bildern etwas von den damaligen Vorstellungen über China vermitteln wollen. Bei Christian v. Münch paarte sich die Liebe zu China mit gesundem Geschäftssinn: Er pflanzte Maulbeerbäume an und begann eine Seidenraupenzucht aufzubauen“.
1858 erwarb Johann Paul von Stetten das Schloss und die dazugehörenden Liegenschaften. In der zweiten Hälfte des 19. Jahrhunderts erfolgten umfangreiche Renovierungs- und Umbauarbeiten. Zwischen 1908 und 1911 beauftragte Max von Stetten den Augsburger Architekten Hans Schnell mit einer historisierenden Veränderung der Giebel, dem Terrassenanbau an der Westseite und dem Neubau der Ökonomie. Anlässlich der Restaurierung von 1952 bis 1958 wurden die Giebelzinnen in der ursprünglichen Schwalbenschwanzform rekonstruiert. 1963 erfolgte ein Teilabbruch der alten Wirtschaftsgebäude und einige Jahre später der südlichen Schlossmauer.
Heute ist das Schloss Aystetten in der sechsten Generation im Besitz derer von Stetten.
Seit 2002 finden im Schloss Gitarrentage statt und das Porzellanzimmer, das zuletzt 1994/95 umfassend renoviert wurde, ist Austragungsort für Konzerte und private Feiern.